# 立花美哉
立花 美哉（たちばな みや、〈現姓：宮川〉 1974年12月12日 - ）は、アーティスティックスイミング元選手で現在は指導者。滋賀県大津市生まれ。身長170cm、体重55kg。

## 来歴
小学生のときに京都踏水会（京都市）でシンクロナイズドスイミング（当時）を始め、その後、井村雅代が代表を務める井村シンクロクラブで指導を受けた。1991年の世界ジュニア選手権大会では3冠に輝く大活躍。四天王寺高校卒業後、同志社大学に進学。その後、カナダへの競技留学などのため、同志社大学を中退。
1996年アトランタオリンピックでは日本チーム代表として銅メダルを獲得。2000年シドニーオリンピック、2004年アテネオリンピックでは、デュエット・チームと共に五輪2大会連続の銀メダルを獲得。武田美保とともにデュエットで臨んだ世界水泳選手権（2001年）で、シンクロ界で日本史上初めて金メダルを獲得した。
アテネ五輪後に現役を引退。日本オリンピック委員会 (JOC) のスポーツ指導者海外研修制度を利用して米カリフォルニア州に渡り、サンタクララのクラブに留学。
2008年北京オリンピックではジャパンコンソーシアムでのテレビ解説を務めた。
2008年10月に帰国後、出身クラブである井村シンクロクラブでコーチとして活動している。
2012年2月に大阪府在住の男性会社員と結婚したことを発表。

## 主な戦績
- アトランタ五輪（1996年）チーム銅メダル
- 世界選手権（1998年）ソロ銅メダル、デュエット・チーム銀メダル
- シドニー五輪（2000年）デュエット・チーム銀メダル
- 世界選手権（2001年）ソロ銅メダル、デュエット金メダル
- アテネ五輪（2004年）デュエット・チーム銀メダル

夏季五輪での通算5個のメダル獲得は武田美保と谷亮子と共に日本の女子選手最多のメダル獲得数である。

## 受賞
- 2000年度JOCスポーツ賞特別功労賞
- 2001年度JOCスポーツ賞最優秀賞